# Bàn Khuê Vĩnh Trác
Bàn Khuê Vĩnh Trác (盤珪永琢, ja. bankei yōtaku (eitaku)), 1622–1693, cũng được gọi là Bàn Khuê Quốc sư (zh. 盤珪國師, ja. bankei kokushi), là một vị Thiền sư Nhật Bản, thuộc tông Lâm Tế, hệ phái Diệu Tâm tự (妙心寺, ja. myōshin-ji). Sư là một trong những Thiền sư danh tiếng nhất trong lịch sử Phật giáo Nhật Bản với tư cách là người đã phổ biến thiền học đến lớp quần chúng.

## Cơ duyên
Sư sinh trưởng trong một gia đình theo Nho giáo, sinh sống bằng nghề y học Trung Quốc. Sư mất cha năm lên mười và một năm sau đó, Sư được gửi vào trường học. Một hôm, nhân lúc đọc quyển Đại học (大學, ja. daigaku) – một trong bốn quyển sách chính (Tứ thư) của Nho giáo – đến câu "Đại học làm sáng tỏ minh đức", Sư hỏi thầy: "Minh đức (zh. 明德, ja. meitoku) là gì?" Thầy trả lời: "Minh đức là tính tốt tự nhiên có sẵn của mỗi người". Sư hỏi đi hỏi lại nhiều lần nhưng những câu trả lời của vị thầy này không làm thoả mãn nỗi thắc mắc của Sư. Cuối cùng, Sư tìm học ở các vị Thiền sư để tìm câu giải đáp.
Đến Thiền sư Vân Phủ Toàn Tường (zh. 雲甫全祥, ja. umpō zenjō, 1568-1653), Sư được hướng dẫn vào phương pháp toạ thiền (坐禪, ja. zazen) và có ngộ nhập nơi đây. Vân Phủ khuyên Sư đến các vị Thiền sư khác để trắc nghiệm sự giác ngộ của mình. Sư vâng lời thầy yết kiến nhiều Thiền sư nhưng không ai có thể ấn chứng cho Sư. Nhân nghe danh một vị Thiền sư Trung Quốc là Đạo Giả Siêu Nguyên (zh. dàozhě chāoyuán 道者超元, ja. dōsha chōgen) – một vị Thiền sư hoằng hoá đồng thời với Ẩn Nguyên Long Kì – đang trụ trì tại Sùng Phúc tự (崇福寺, ja. sōfukuji), Sư đến tham học và được vị này ấn khả.

## Cơ phong hoằng hoá
Vì thấy rằng rất ít người hiểu được những lời thuyết pháp của mình nên Sư ẩn cư nhiều năm trước khi nhập thế hoằng hoá. Môn đệ của Sư sau này có đến cả ngàn người, xuất xứ từ mọi tầng cấp xã hội. Hầu hết tất cả những bài thuyết pháp của Sư đều xoay quanh hai chữ "Bất sinh" (zh. 不生, sa. anutpāda, ja. fushō), "Tâm bất sinh" những danh từ được Sư giảng nghĩa tường tận. Mặc dù Sư nghiêm cấm các đệ tử ghi chép lại pháp ngữ của mình nhưng các bài thuyết pháp của Sư vẫn còn được lưu lại.
Một cư sĩ trình: "Con chẳng nghi ngờ rằng trong bản tâm không có vọng niệm; nhưng con không tìm thấy sự gián đoạn giữa hai niệm. Con không thể nào trụ trong cõi bất sinh."
Sư dạy: "Ngươi ra đời với chẳng cái nào khác ngoài Phật tâm bất sinh. Chỉ từ khi ngươi trưởng thành, nghe và thấy những người khác hành động trong trạng thái vô minh của họ, ngươi cũng dần dần bước theo vào cõi vô minh.... Theo năm tháng, cái vô minh của ngươi đã chiếm đoạt tất cả. Nhưng không một vọng niệm nào đã tự có sẵn. Vọng niệm tự chấm dứt trong tâm đã tự chứng được sự bất sinh..."
Một vị tăng hỏi: "Con không thể nào khắc phục được những vọng niệm trong tâm. Vậy con nên làm gì?"
Sư đáp: "Ý nghĩ 'phải khắc phục những vọng niệm' cũng là một vọng niệm. Không một ý nghĩ nào đã có từ đầu. Chỉ vì ngươi khởi tâm phân biệt nên chúng mới xuất hiện."
Năm 1672, Sư được Vương triều mời trụ trì Diệu Tâm tự tại Kinh Đô (ja. kyōto). Nhờ kinh nghiệm giác ngộ thâm sâu và tài thuyết pháp xuất chúng của Sư – đặc biệt là lối thuyết pháp theo ngôn ngữ của người bình dân, dễ hiểu, dễ thâm nhập – nên tông Lâm Tế tại Nhật lại phất lên như một ngọn lửa sau một thời gian chết cứng trong các sắc thái bề ngoài. Về mặt này thì Sư chính là vị dẫn đường cho một vị Thiền sư Nhật xuất chúng sau này là Bạch Ẩn Huệ Hạc (zh. 白隱慧鶴, ja. hakuin ekaku) – sinh sau Sư 61 năm. Mặc dù môn đệ của Sư rất đông nhưng Sư chỉ ấn khả ít người. Ba năm trước khi viên tịch, Sư được Nhật hoàng phong danh hiệu Phật Trí Hoằng Tế Thiền sư (zh. 佛智弘濟禪師, ja. butchi kōsai zenji).
Trước khi quy tịch, các đệ tử thỉnh Sư viết kệ. Sư bảo: "Ta sống 72 năm. 45 năm ta đã giáo hoá chúng. Tất cả những gì ta thuyết trong thời gian này là kệ lưu niệm của ta. Ta sẽ không làm một bài kệ khác nữa chỉ vì tất cả những người khác làm." Nói xong, Sư ngồi kết già thị tịch. Năm 1740, 47 năm sau khi Sư tịch, Nhật hoàng lại phong danh hiệu khác là Đại Pháp Chính Nhãn Quốc sư (大法正眼國師, ja. daihō shōgen kokushi).